# بریتیش ایرکرفت کامپنی درون
بریتیش ایرکرفت کامپنی درون (به انگلیسی: British_Aircraft_Company_Drone) یک هواگرد ملخ‌پیشین تک‌موتوره از نوع فوق سبک ساخت شرکت British Aircraft Company است. هواگرد بریتیش ایرکرفت کامپنی درون نخستین پروازش را در ۱۹۳۲ میلادی انجام داد. در مجموع، تعداد ۳۳ فروند از این هواگرد ساخته شده‌است.
طراح این هواگرد، C.H Lowe Wylde بود.